# Аббас I Хільмі
Абба́с I Хільмі́ (Аббас-паша; араб. عباس الأول, тур. I. Abbas Hilmi Paşa; 1 липня 1813 — 16 липня 1854) — віце-король (валі) Єгипту в 1849-1954. Онук Мухаммеда Алі Єгипетського.
Фактично знаходився при владі з грудня 1848 року після смерті Ібрагіма-паші. Проводив політику, направлену на збереження традиційних соціальних та політичних інститутів, вислав із країни іноземних радників, переслідував лібералів та прибічників європеїзації Єгипту. Як і Мухаммед Алі, відмовився від поширення на Єгипет та Судан реформ танзімату Османської імперії. Ліквідував мануфактури, відновив ремісничі цехи та дрібне товарне виробництво (при збереженні внутрішніх торгових монополій), знизив податки.
У зовнішній політиці орієнтувався на Велику Британію. В 1851 році надав їй концесію на будівництво залізниці Александрія—Каїр—Суец. Виступав проти французьких планів будівництва Суецького каналу. Політика Аббаса викликала опозицію в правлячих колах, особливо серед прибічників заходу.
Убитий в ході державного заколоту 13 липня 1854. Влада перейшла його дядьку Мухаммаду Саїд-паші.